# Abbaye de Melk
 (juillet 2025).
Si vous disposez d'ouvrages ou d'articles de référence ou si vous connaissez des sites web de qualité traitant du thème abordé ici, merci de compléter l'article en donnant les références utiles à sa vérifiabilité et en les liant à la section « Notes et références ».
L'abbaye de Melk est une célèbre abbaye bénédictine de Basse-Autriche, faisant partie de la congrégation bénédictine d'Autriche. 
Située dans la région touristique de la Wachau, elle surplombe la ville de Melk, et le Danube. Bien que l'abbaye ait été fondée au XIe siècle, les bâtiments actuels datent de l'époque baroque, ils sont l'œuvre de l'architecte Jakob Prandtauer. Après sa mort, en 1726, les travaux sont achevés d'après ses plans par son élève Franz Munggenast. L'école de l'abbaye de Melk est située dans l'abbaye.

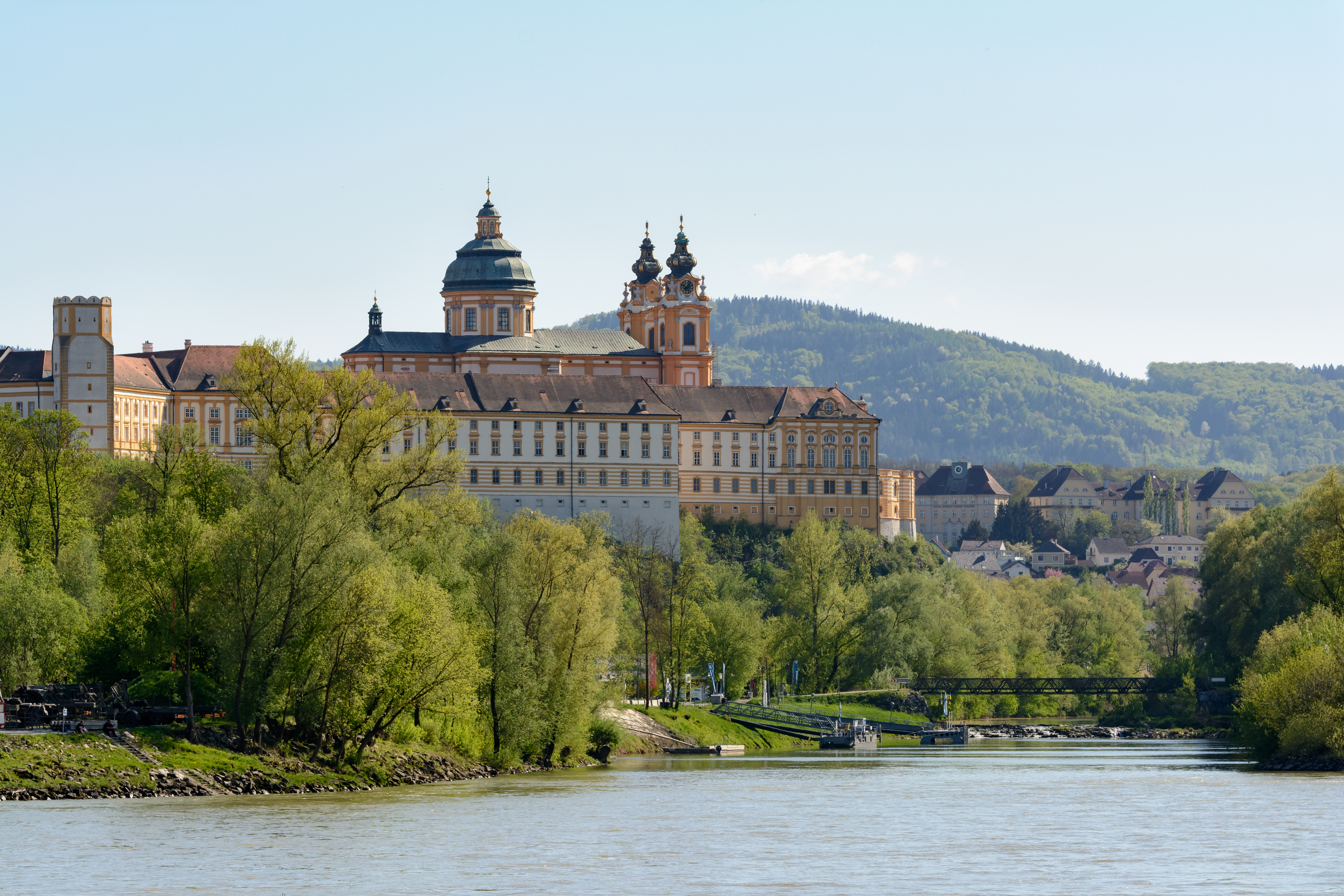
L'abbaye de Melk avec la Melk à son entrée dans le Danube.

Vue ouest de l'abbaye de Melk.

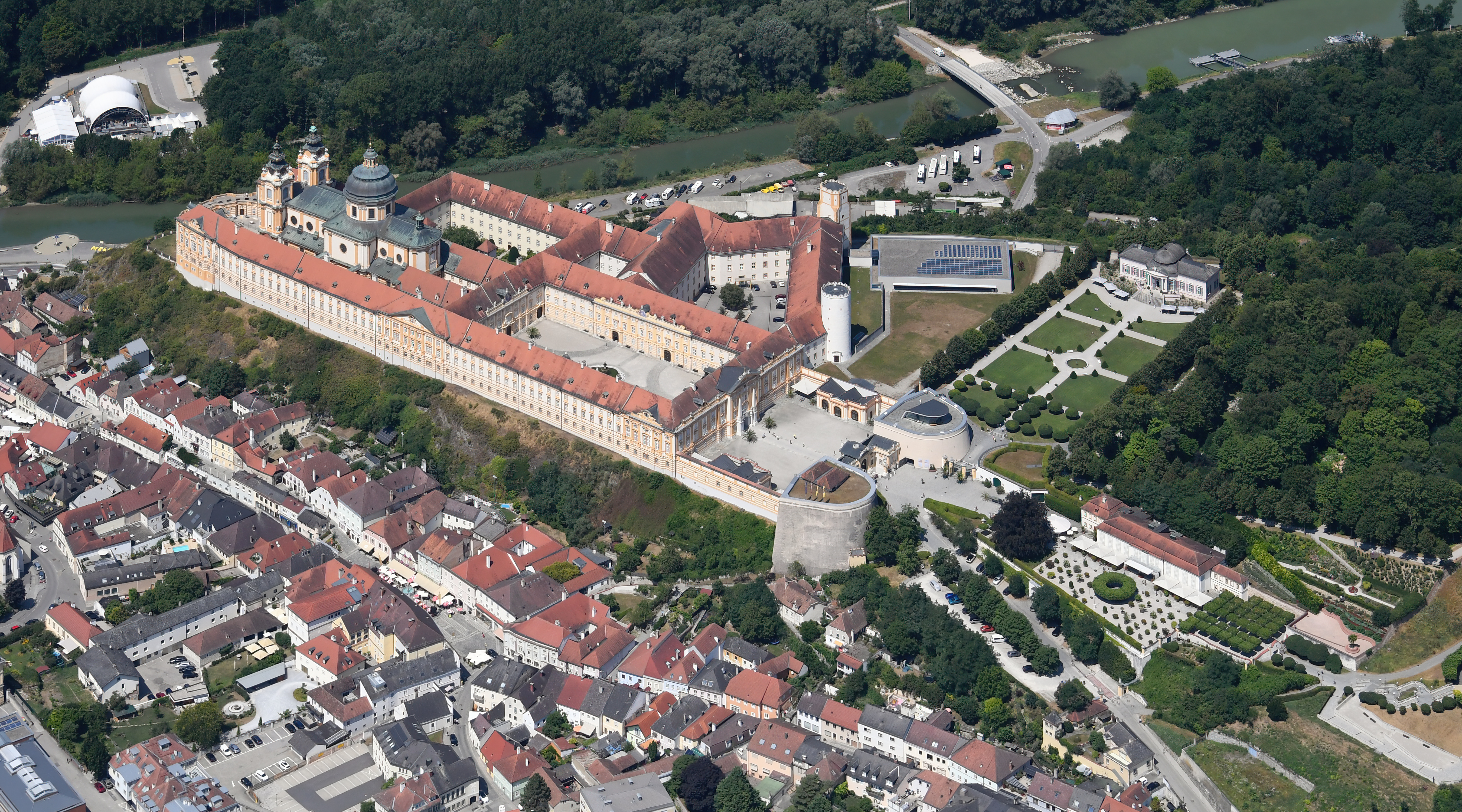
Vue aérienne de l'abbaye de Melk et de son parc

## Histoire

### Les origines
Melk doit son nom à la rivière Medjilica (en slave = rivière frontalière), et est mentionné pour la première fois dans un document officiel en 831. Après les guerres menées par Charlemagne contre les Avars, les territoires de l'Est, dont Melk faisait partie, furent administrés par un comte des Marches. C'est approximativement à cette période que l'on éleva un château fort sur le rocher surplombant le Danube.
Après la bataille du Lechfeld (955), Othon le Grand remit à Luitpold, de la famille des Babenberg, les anciens territoires de l'Est. En 996 cette marche est désignée pour la première fois sous le nom de Ostarrichi.

### Sous les Babenberg
Le château fort de Melk était la possession du comte bavarois Sizo. À l'occasion d'une rivalité entre le duc de Bavière Henri le Querelleur et l'empereur Othon II, Sizo se rangea aux côtés du Querelleur. Léopold Ier de Babenberg prit parti pour l'empereur, défit Sizo et prit possession du château de Melk, qui devint sa résidence.
Les étroites relations établies entre les Babenberg et les religieux de Melk sont attestées par différents objets d'art et de dévotion qui sont encore en possession de l'abbaye, par exemple une relique de la Vraie Croix, offerte par le margrave Adalbert, ou un petit autel portatif de Swanhilde, l'épouse d'Ernest le Valeureux. Le 13 octobre 1014, Henri Ier fit transporter à Melk la dépouille mortelle de saint Colman, un fils de roi irlandais, mort en martyr (alors qu'il se rendait en croisade en Terre sainte, il fut pris pour un espion et capturé à Stockerau près de Vienne, puis pendu). Le 21 mars 1089, Léopold II appela à Melk des bénédictins de Lambach, en remplacement des chanoines du chapitre qui y étaient depuis plusieurs décennies. Plus tard, Léopold III attribua au monastère, par une lettre de donation de 1113, des terres situées aux confins de l'ancienne Marche de l'Est, ainsi que très certainement le château des Babenberg à Melk.
Après que Vienne eut été choisie comme nouvelle résidence des Babenberg, Melk perdit quelque peu les faveurs du souverain, mais le monastère prit un essor rapide et parvint à un grand épanouissement intellectuel et culturel. C'est alors que furent créés une école monastique (mentionnée en 1160) et un atelier de copistes.

### Décadence économique auXIVesiècle
Le 14 août 1297 se déclara dans le monastère un terrible incendie qui détruisit presque tous les bâtiments. Grâce aux efforts considérables de l'abbé Ulrich II (1306-1324), il fut possible de reconstruire l'église et les locaux d'habitation, mais on ne parvint pas à rétablir véritablement la situation d'origine. À cela vinrent s'ajouter la peste, les mauvaises récoltes…

### La réforme de Melk
Le concile de Constance (1414-1418) avait décidé de réformer les monastères. Nikolaus Seyringer von Matzen (d), un moine autrichien formé à Subiaco, fut désigné par Albrecht V pour introduire la réforme dans les abbayes du duché d'Autriche. Melk fut choisie pour point de départ de la réforme et Nikolaus Seyringer fut nommé abbé. Le monastère devint bientôt un modèle de discipline régulière, et le nombre de vocations augmenta. Melk fut chargé de l'inspection, ses conventuels furent nommés abbés dans différents monastères d'Autriche et d'Allemagne du sud. Une grande partie des « manuscrits de Melk » date de cette période.

### La réforme protestante, la menace turque et la contre-réforme
Comme la Réforme protestante se propageait et que surtout le danger turc grandissait, la vie intellectuelle du monastère allait en s'affaiblissant. Melk dut aux interventions des souverains de ne pas disparaitre définitivement. L'impulsion qui devait conduire au redressement fut le fait d'un groupe d'Allemands du sud qui entrèrent à Melk après avoir reçu une formation dans les écoles jésuites de leur pays d'origine. En dépit de la guerre de Trente Ans et de la menace constante que faisaient peser les Turcs, la situation économique se rétablit complètement. Peu à peu, les abbés créèrent les bases financières qui rendirent possibles les grandioses transformations à l'époque du baroque.

### La période baroque
Le 18 novembre 1700 fut élu un jeune abbé de 30 ans, Berthold Dietmayr, qui sut trouver les moyens pour imposer ses idées, malgré les résistances de sa propre communauté. Avec détermination, il se mit à la transformation du monastère, après avoir trouvé en Jakob Prandtauer, architecte de St. Polten, un partenaire d'un génie égal au sien. En 40 ans à peine, l'abbaye prit sa forme actuelle. Les artistes baroques les plus importants d'Autriche y ont mis tout leur talent. À peine achevé, le monastère fut très gravement endommagé par un incendie. L'abbé Berthold mourut peu après. Les travaux furent achevés pendant le ministère de l'abbé Adrian Pliemel. À la mort de Prandtauer, c'est Josef Munggenast qui prit la direction des chantiers. Parallèlement, le monastère connut un renouveau de sa vie intellectuelle et artistique.

### Le despotisme éclairé de Joseph II et ses conséquences
Comme tous les courants intellectuels, la philosophie des Lumières ne gagna l'Autriche qu'assez lentement et sous forme édulcorée, mais son influence n'en fut que plus longue. Sous Joseph II (1780-1790) cependant, les idées nouvelles s'imposèrent rapidement. Un décret impérial imposa aux religieux de passer par le séminaire général de Vienne, où ils recevaient une éducation conforme à l'esprit du siècle. Le monastère échappa à la fermeture, mais eut à supporter de nouvelles servitudes.
Si de nombreux décrets de Joseph II furent rapportés après sa mort, l'esprit joséphiste n'en persista pas moins jusqu'à l'époque actuelle. Les guerres napoléoniennes et les rétrocessions forcées de terres après la révolution de 1848 entraînèrent d'importantes charges financières et restructurations économiques. Malgré cela, sous l'abbé Wilhelm Eder (1838-1866), la rénovation devenue urgente de l'ensemble baroque, ainsi que la création d'un nouveau lycée, furent menées à bien.

## Visite de l'abbaye

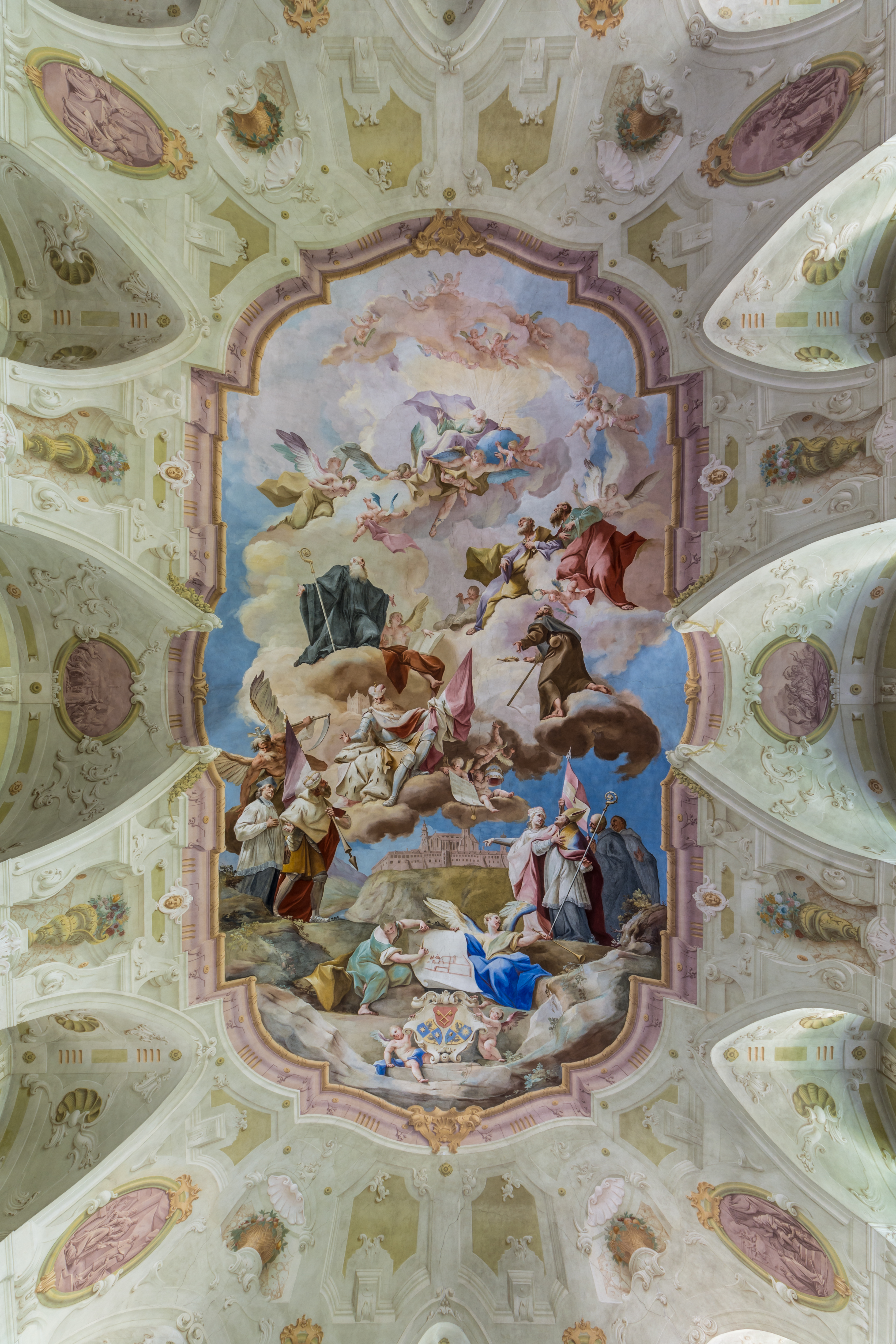
Une fresque de Paul Troger relatant l'histoire de l'abbaye. Réalisée en 1745.

### Le portail d'entrée
Le visiteur pénètre dans les bâtiments abbatiaux en passant entre deux imposants bastions, celui du sud fut élevé en 1650 pour servir de fortification, le bastion nord fut édifié par Jakob Prandtauer dans le but d'équilibrer la perspective. Deux statues sur haut piédestal représentent saint Léopold (à droite) et saint Colman (à gauche). Après avoir passé le porche d'entrée octogonal surmonté d'une coupole ouverte, on accède à la première cour. Sur la droite on aperçoit l'une des deux tours appelées «tours des Babenberg », qui font partie de l'ancien système de fortification.

### La façade Est
Elle est dominée par une réplique de la Croix de Melk, qui fait partie du trésor de l'abbaye. L'inscription au fronton rappelle, sur le plan théologique, la valeur relative de toute grandeur et de toute gloire : Absit gloriari nisi in cruce (Que par la Croix seule, soit la gloire). Au-dessus du portail en plein-cintre, se trouve un petit balcon depuis lequel l'abbé saluait ses hôtes, au-dessous figurent les armoiries de l'abbaye, deux clés d'or croisées sur fond d'azur. On reconnait, sur deux petits socles, les deux Princes des Apôtres, Pierre et Paul, les saints patrons de l'église.

### La cour des prélats

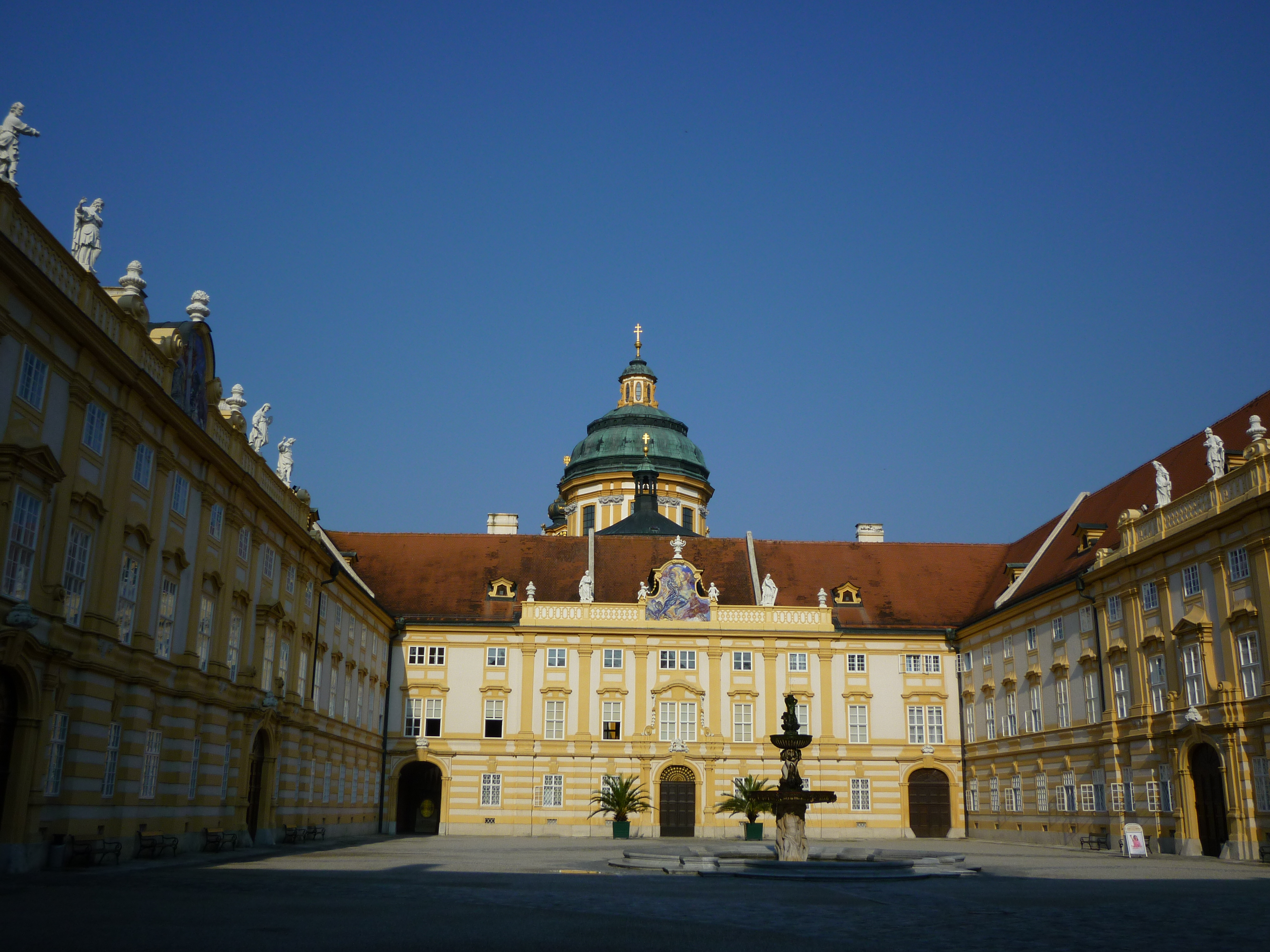
La cour.

Le visiteur passe sous le porche saint Benoit (Benediktihalle) et se retrouve dans la cour des prélats à la fois élégante et majestueuse. Le regard se pose d'emblée sur la coupole de l'église et sur les deux tours qui la flanquent. La fontaine, formée au XVIIIe siècle, a été installée ici au début du XIXe siècle.

### L'escalier et la galerie des empereurs

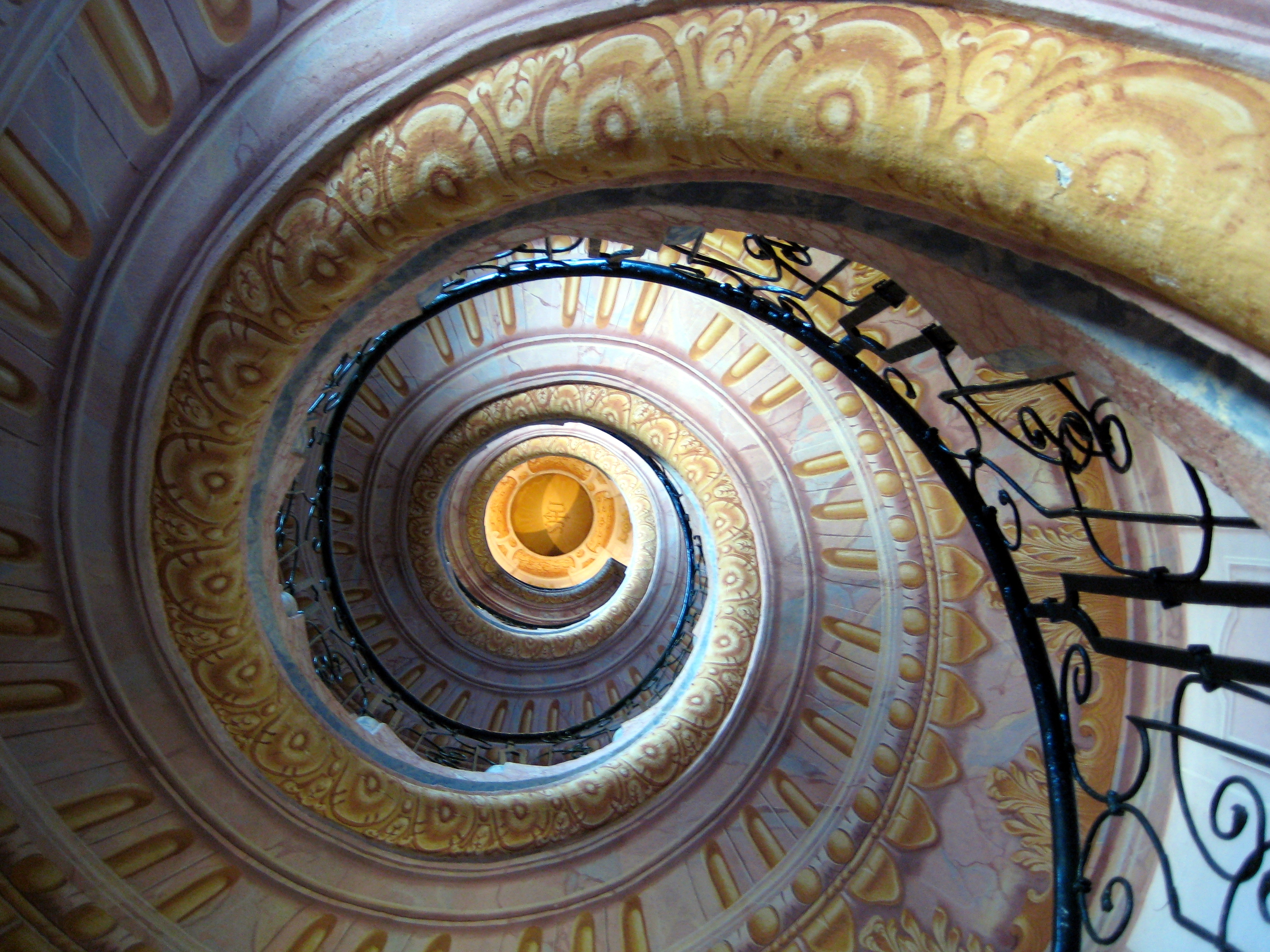
Escalier en colimaçon de l'abbaye.

L'escalier des empereurs conduit à l'aile d'apparat de l'abbaye et aux appartements impériaux. Un groupe d'allégorie accompagne un cartouche portant l'inscription Constantia et Fortitudine (avec persévérance et bravoure), devise de l'empereur Charles VI qui entretint des relations amicales avec la maison et sous le règne duquel eut lieu l'édification de Melk. La partie supérieure de l'escalier en particulier témoigne de la sensibilité et du goût de l'artiste, ainsi que de son sens très sûr des proportions. L'escalier mène au premier étage à l'aile des empereurs. Sur le palier, deux grands portraits de l'impératrice Marie-Thérèse et de son époux, François III de Lorraine, évoquent la période de construction de cette partie de la maison. Aux murs du couloir des empereurs s'aligne une série complète des portraits des souverains autrichiens.

### Les appartements impériaux
Ils ont été en grande partie transformés en musée, regroupant du mobilier et des décors liturgiques, notamment des reliquaires (dont saint Coloman), calices, ostensoirs, mitres, autel portatif en ivoire représentant des scènes évangéliques.

### La terrasse
Une imposante terrasse dégage la vue sur la façade de l'église. C'est cette solution architecturale qui différencie Melk d'édifices semblables de la période baroque et qui, malgré les formes baroques, met en relief son caractère sacré. L'église domine nettement l'ensemble des bâtiments abbatiaux, avec ses tours et avec sa vaste coupole octogonale reconstruites par Josef Munggenast après l'incendie de 1738.

### La bibliothèque

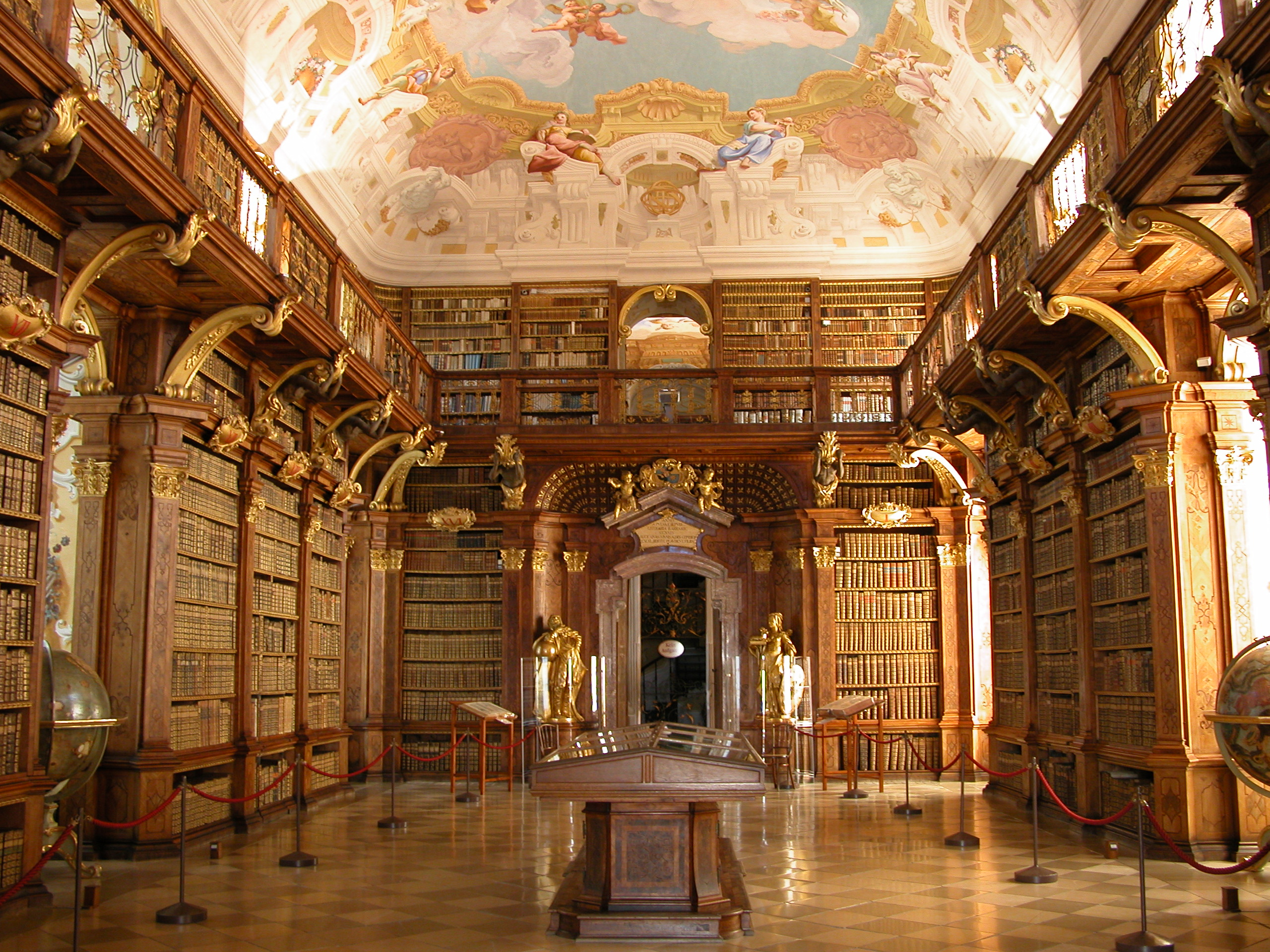
Vue générale de la bibliothèque.

La bibliothèque (Stiftsbibliothek Melk (de)) existe depuis la fondation de l'abbaye. La fresque du plafond, peinte par Paul Troger (1731-32), représente une allégorie de la Foi, elle est le pendant thématique de la salle de marbre qui met en scène la sagesse humaine. Autour du personnage central (une femme soutenant dans une main le Livre aux sept sceaux et l'agneau de l'Apocalypse, et s'appuyant de l'autre sur un écu au motif de l'Esprit saint sous forme de colombe), évoluent des groupes distincts représentant les quatre vertus cardinales : la sagesse, l'équité, la force et la tempérance. Les statues en bois doré, placées aux entrées, symbolisent les quatre facultés : le droit, la médecine, la philosophie et la théologie. Le globe terrestre et la sphère céleste sont de Vincenzo Coronelli (1670).
La bibliothèque de l'abbaye de Melk renferme environ 85 000 volumes, 1 200 manuscrits du IXe au XVe siècle, 800 manuscrits des XVIIe et XVIIIe siècles, et 850 incunables. Les manuscrits et incunables les plus intéressants sont exposés sous verre.

## L'église

### Les fresques

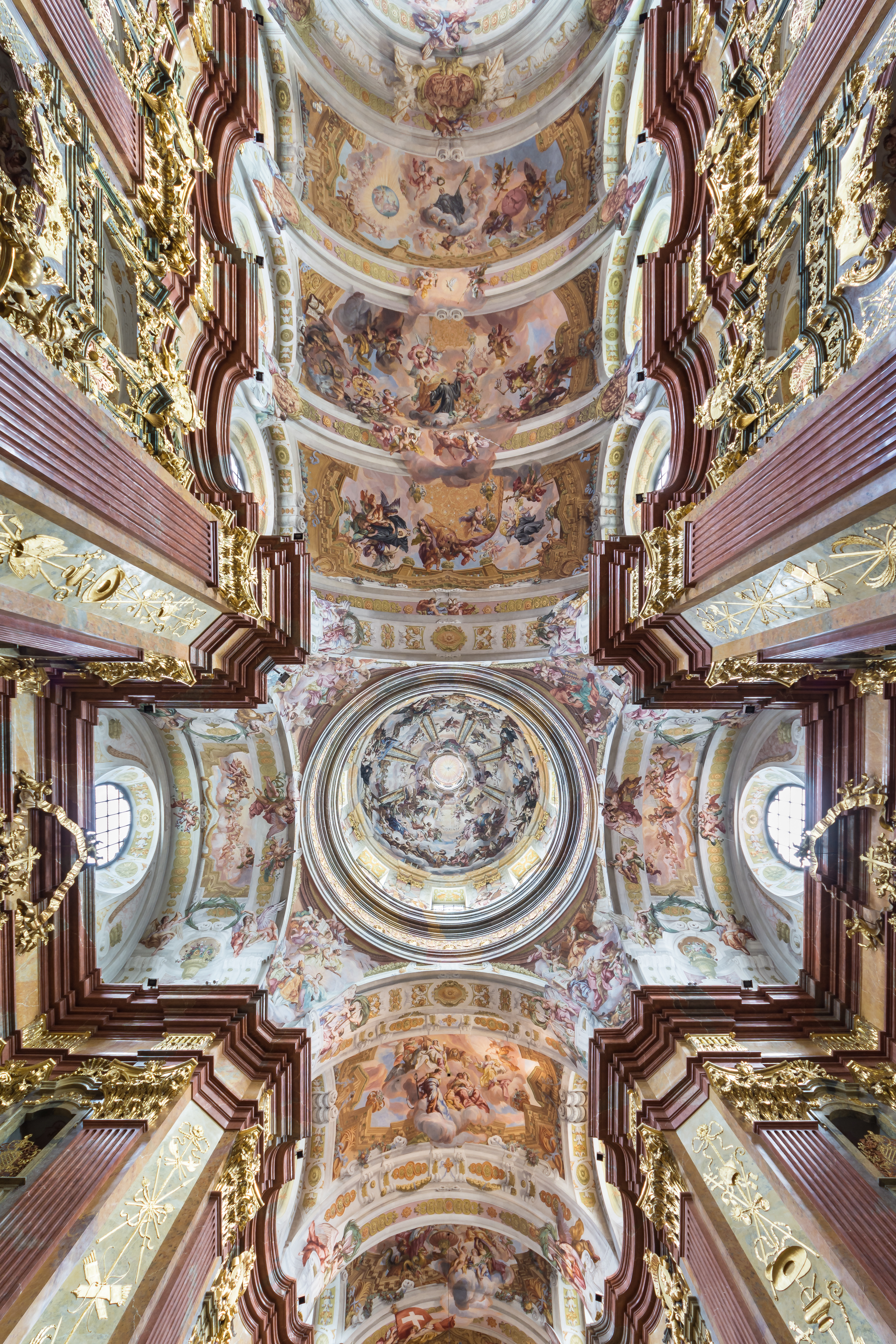
Plafond de l'église

Les fresques des voûtes de la nef et des bas-côtés sont l'œuvre du maître salzbourgeois Johann Michael Rottmayr. La travée centrale est consacrée à saint Benoît, entouré d'allégories représentant la lutte contre le mal. Sur l'arc avant le dernier panneau, on distingue une colombe, l'âme de sainte Scolastique qui précède dans le ciel celle de son frère saint Benoît. Dans la dernière travée, le saint dans la gloire de Dieu : il a retrouvé sa jeunesse, ainsi qu'aimait à se le représenter l'imagination populaire, et il entre dans la joie du Seigneur.

### Les autels latéraux
Ils sont, avec les tribunes, l'œuvre du décorateur de théâtre Antonio Beduzzi, qui leur donna la forme de chapelles. L'ornementation de chacune des chapelles s'inspire de la vie du saint auquel l'autel est consacré. Les deux autels du fond sont consacrés à saint Sébastien, à droite, et à saint Nicolas, à gauche (peintures de Paul Troger 1746). Les deux suivants ont pour saints patrons, à droite, saint Jean Baptiste (M. Rottmayr, 1727) et, à gauche, l'archange saint Michel (M. Rottmayr, 1723). Le troisième autel latéral de droite est appelé autel de saint Léopold, le tableau d'autel traite plusieurs scènes inspirées de la tradition de l'abbaye : Léopold ler fait venir à Melk une communauté de chanoines, Léopold II des Bénédictins, Léopold III étend sur Melk une main protectrice. Cette peinture sur cuivre est l'œuvre de Georg Bachmann, 1650. L'autel opposé représente une Adoration des Mages (M. Rottmayr, 1723). La chaire fut réalisée par un sculpteur de St. Pölten, Peter Widerin, sur des esquisses d'Antonio Galli-Bibiena. Les autels du transept, d'Antonio Beduzzi, ont leur inspiration propre. L'autel de droite est consacré à saint Benoît. Le groupe pictural représente la mort du saint au milieu de ses compagnons. À la pointe de l'obélisque, un ange attend l'âme de saint Benoît. L'autel latéral de gauche renferme dans un sarcophage les ossements de saint Colman. La statue représente le saint en vêtements de pèlerin, sa prière s'élève jusqu'au ciel. La veilleuse indique que l'autel de saint Colman est aussi l'autel du Saint-Sacrement.

### Le maître-autel et la coupole

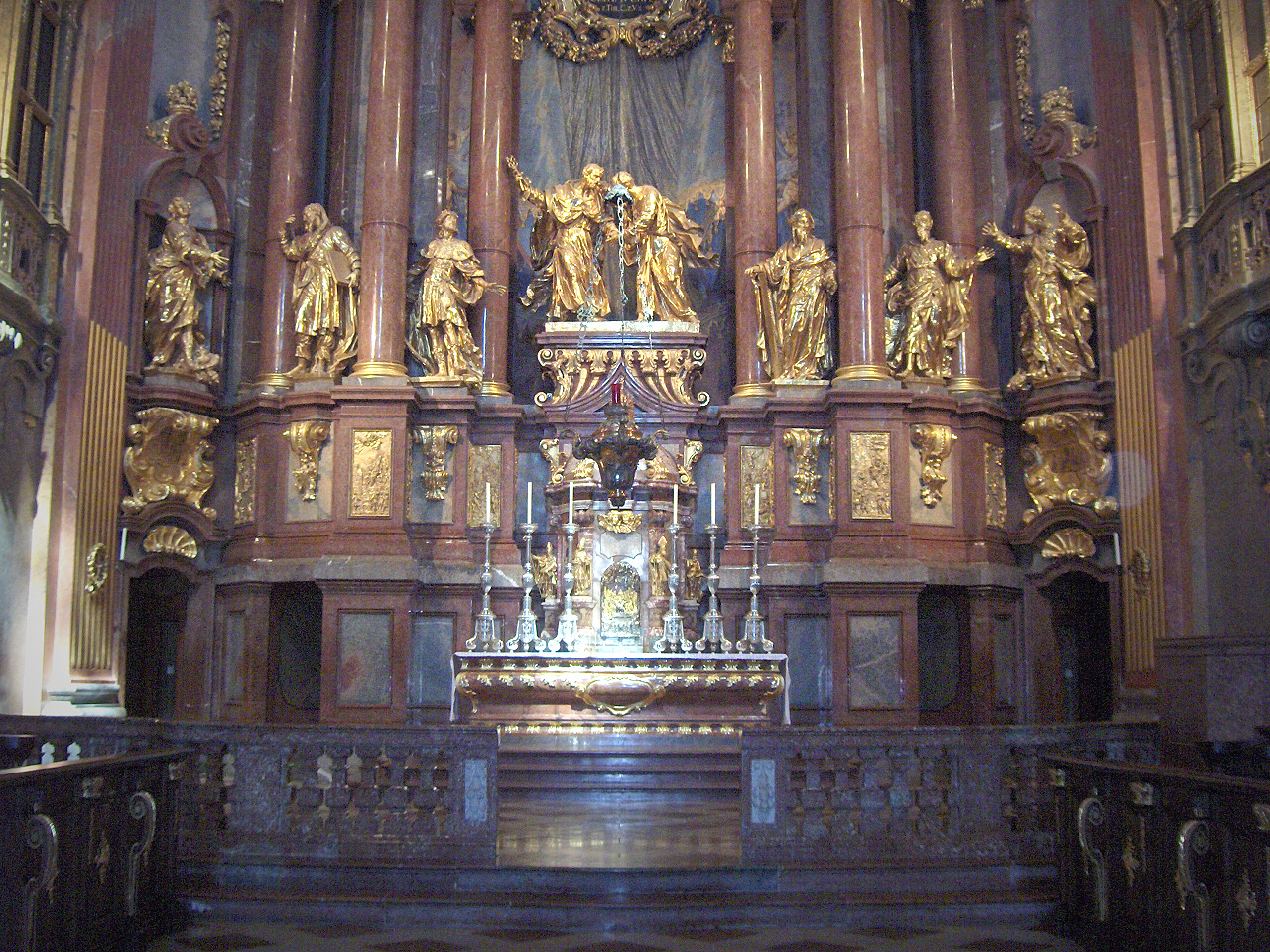
Maître autel

Les créateurs de la période baroque s'attachaient, à travers leurs œuvres, à concrétiser une idée. Leur rôle était de trouver la formule architecturale la mieux adaptée à l'idée directrice énoncée par le maitre d'œuvre. Le sanctuaire et la coupole de l'église abbatiale de Melk illustrent cette démarche. Au-dessus du tabernacle se trouve une tiare. Elle renvoie au Christ, la tête de l'Église, et en même temps aux deux personnages qui se tiennent directement au-dessus du tabernacle : saint Pierre, le chef visible de l'Église, et saint Paul. Les statues placées à leur droite et à leur gauche représentent des prophètes de l'Ancien Testament, les annonciateurs des deux princes de l'Église. Pierre et Paul se séparent avant leur martyre. L'inscription dans le cartouche est un commentaire de leur vie : Sans juste combat il n'y a pas de victoire. C'est Dieu le Père qui leur remet la couronne de gloire. La croix, signe de victoire, domine l'ensemble. Le thème ainsi traité est celui de l'Église combattante et triomphante. L'homme est considéré respectivement sous les deux aspects temporel et spirituel. À gauche, devant Dieu le Père, on voit la remarquable statue de Moïse, guide temporel du peuple de Dieu il désigne du doigt la Table des Dix Commandements. Cette idée se prolonge dans la décoration de la voûte. Un ange présente la loi de Dieu à un souverain. Au-dessus d'eux flotte l'ancien drapeau impérial, bannière de la puissance temporelle. Sur les arcs du chœur se trouvent, à hauteur de la corniche, des emblèmes de la sphère terrestre : épées, hallebardes, lances. Cette idée se développe encore sur le pilier d'appui est de la coupole, et passe en diagonale sur le pilier ouest. De manière analogue, on trouve de l'autre côté, à la droite de Dieu le Père, Aaron, le guide spirituel du peuple élu, et derrière lui, dans la fresque du plafond, le zelus christianus apparaissant à l'Église, au-dessus, le voile de sainte Véronique tient lieu de bannière à la sphère spirituelle. L'idée se prolonge sur les arcs doubleaux du chœur et sur les piliers diagonalement opposés du transept. Le thème principal se déploie en un puissant final dans la fresque de la coupole : autour de la Sainte Trinité évoluent les saints rattachés à Melk et à l'ordre bénédictin.
La réalisation de l'autel est due à Antonio Beduzzi, les fresques de l'église sont de Michael Rottmayr, les statues de Peter Widerin (1733).

### L'orgue
Le grand orgue de l'église abbatiale est l'œuvre du facteur viennois Gottfried Sonnholz. ll subit en 1929 des détériorations consécutives à des remaniements. Mais en 1970, le facteur Gregor Hradetzky, de Krems, construisit un orgue à sommier entièrement mécanique (3 claviers, 45 registres, 3280 tuyaux) qui répond parfaitement aux données acoustiques de l'église.

## Liste des abbés de l'abbaye
- Walther (1224-1247)
- Ulrich II (1306-1324)
- Rodolphe le Fondateur (1358-1365)
- Johannes Fläming (?-1418)
- Nikolaus Seyringer (1418-1425)
- Augustin von Obernalb (-1483)
- Wolfgang Schaffenrath (1483-1497)
- Urban Perntaz (1564-1587)
- Caspar Hofmann (1587-1623)
- Reiner von Landau (1623-1637)
- Valentin Embalner (1637-1675)
- Gregor Müller (1679-1700)
- Berthold Dietmayr (1700-1739)
- Adrian Pliemel (1739-1745)
- Thomas Pauer (1746-1762)
- Urban Hauer (?-1785)
- Christian Fengler (1785-1788)
- Isidor Payrhuber (1788-?)
- Anton Reyberger (1810-1818)
- Marian Zwinger (1819-1837)
- Wilhelm Eder (1838-1866)
- Clemens Moser (1867-1875)
- Alexander Karl (1875-1909)
- Armand John (1909-1942)
- Maurus Höfenmayer (1942-1964)
- Reginald Zupancic (1964-1975)
- Burkhard Ellegast (1975-2001)
- Georg Wilfinger (2001…)

## Prieur de l’abbaye
- Maximilian Stadler

## Dans la culture
- Le narrateur et héros du roman d'Umberto Eco Le Nom de la rose, paru en 1980, se nomme Adso de Melk. Il est le fils du baron de Melk, qui le confie au moine franciscain Guillaume de Baskerville pour en faire son secrétaire.

## Source
- Brochure de présentation de l'abbaye  (ISBN 3-85326-325-9)